# Chinedu Obasi
Chinedu Obasi Ogbuke (ur. 1 czerwca 1986 w Enugu) – piłkarz nigeryjski występujący na pozycji prawego pomocnika w szwedzkim klubie AIK Fotboll. Nosi przydomek "Edu".

## Kariera klubowa
Swoją karierę piłkarską Ogbuke zaczynał w szkółce piłkarskiej o nazwie Shell Academy. Natomiast jego pierwszym klubem był JC Raiders FC z miasta Jos i w barwach tego klubu Chinedu zadebiutował w 2004 roku w drugiej lidze Nigerii. W 2005 roku Ogbuke wyjechał do Norwegii i przeszedł do tamtejszego Lyn Fotball. W tym samym czasie z kontrakty z Lyn podpisali dwaj jego rodacy, John Obi Mikel oraz Ezekiel Bala. Cała trójka jednak nie mogła grać jednocześnie z powodu limitu ilości graczy spoza Unii Europejskiej. Łącznie w lidze w roku 2005 Chinedu rozegrał 5 meczów i zdobył 1 gola w wygranym meczu z SK Brann. Z Lyn zajął 4. miejsce w lidze. W 2006 roku grał już dużo częściej i ma za sobą całkiem udany sezon. W 13 meczach zdobył 8 goli będąc jednym z najskuteczniejszych graczy w Lyn, które zakończyło sezon w Tippeligaen na 7. pozycji. W sierpniu 2006 został uznany piłkarzem miesiąca w lidze, a po sezonie przyznano mu nagrodę dla najlepszego gracza młodego pokolenia w lidze norweskiej.
Zimą 2007 roku Ogbuke miał podpisać kontrakt z Lokomotiwem Moskwa do 2011 roku, a moskiewski klub miał zapłacić za niego około 3,6 miliona euro. Ostatecznie zawodnik przeszedł do TSG 1899 Hoffenheim, grającego w 2. Bundeslidze. W nowym klubie zadebiutował 3 września 2007 w przegranym 2:3 wyjazdowym spotkaniu z Freiburgiem. W 2008 roku wywalczył z Hoffenheim historyczny awans do pierwszej ligi niemieckiej. W Hoffenheim był podstawowym zawodnikiem. W 2012 roku za 4 mln euro przeszedł do FC Schalke 04 z którego w 2015 roku odszedł na wolny transfer. Po ponad rocznej przerwie trafił do szwedzkiego AIK Fotboll. Grał tam przez pół roku po czym trafił do Chin a konkretnie do Shenzhen FC. 26 lipca 2017 roku wrócił do AIK Fotboll z którym 1 stycznia 2018 roku ponownie rozwiązał kontrakt. Na nowego pracodawce czekał około miesiąca. Jego nowym klubem okazał się być Bolton Wanderers F.C. Z końcem sezonu jego kontrakt dobiegł końca, a zawodnik powrócił do Szwecji i związał się z klubem IF Elfsborg. Przed rozpoczęciem sezonu 2019 ligi szwedzkiej po raz trzeci w karierze został zawodnikiem AIK Fotboll.

## Kariera reprezentacyjna
W 2005 roku Ogbuke był członkiem młodzieżowej reprezentacji Nigerii, która brała udział w Młodzieżowych Mistrzostwach Świata w Holandii. Tam obok Mikela był jednym z najlepszych zawodników nie tylko Nigerii, ale i całego turnieju. Zagrał we wszystkich meczach i zdobył w nich 3 gole, w tym jednego w półfinale a drugiego w przegranym 1:2 finale z Argentyną (popisał się wówczas ładnym "szczupakiem"). W tym samym roku zadebiutował w pierwszej reprezentacji kraju, 17 sierpnia w wygranym 1:0 towarzyskim meczu z Libią, rozegranym w Trypolisie.
W 2006 roku Ogbuke dostał po raz pierwszy okazję gry w pierwszej jedenastce Nigerii. W meczu kwalifikacyjnym do Pucharu Narodów Afryki 2008 z Nigrem na pozycji prawego pomocnika zastąpił kontuzjowanego wówczas Johna Utakę. Chinedu zagrał udany mecz, a piłka po jednym z jego strzałów trafiła w słupek. Nigeryjczycy wygrali ten mecz 2:0.
W 2008 roku został powołany do reprezentacji U-23 na Igrzyska Olimpijskie w Pekinie, gdzie Nigeria zdobyła srebrny medal.
W 2010 roku Obasi został powołany przez selekcjonera Larsa Lagerbäcka do kadry na Mistrzostwa Świata w RPA. Tam zagrał we wszystkich 3 spotkaniach swojej drużyny: z Argentyną (0:1), z Grecją (1:2) oraz z Koreą Południową (2:2).